# Meliscaeva peteus
Meliscaeva peteus är en tvåvingeart som först beskrevs av Charles Howard Curran 1931.  Meliscaeva peteus ingår i släktet flickblomflugor, och familjen blomflugor. Inga underarter finns listade i Catalogue of Life.